# Гейс (Іллінойс)
Гейс (англ. Gays) — селище (англ. village) в США, в окрузі Мултрі штату Іллінойс. Населення — 218 осіб (2020).

## Географія
Гейс розташований за координатами 39°27′29″ пн. ш. 88°29′47″ зх. д. / 39.45806° пн. ш. 88.49639° зх. д. (39.458157, -88.496320).  За даними Бюро перепису населення США в 2010 році селище мало площу 1,05 км², уся площа — суходіл.

## Демографія
Згідно з переписом 2010 року, у селищі мешкала 281 особа в 106 домогосподарствах у складі 80 родин. Густота населення становила 267 осіб/км².  Було 109 помешкань (103/км²).
Расовий склад населення:
| - 98,2 % — білих - 1,1 % — корінних американців |

До двох чи більше рас належало 0,7 %. Частка іспаномовних становила 0,0 % від усіх жителів.
За віковим діапазоном населення розподілялося таким чином: 24,6 % — особи молодші 18 років, 60,1 % — особи у віці 18—64 років, 15,3 % — особи у віці 65 років та старші. Медіана віку мешканця становила 40,1 року. На 100 осіб жіночої статі у селищі припадало 82,5 чоловіків;  на 100 жінок у віці від 18 років та старших — 86,0 чоловіків також старших 18 років.
Середній дохід на одне домашнє господарство  становив 50 822 долари США (медіана — 44 375), а середній дохід на одну сім'ю — 53 338 доларів (медіана — 50 000). Медіана доходів становила 40 833 долари для чоловіків та 24 375 доларів для жінок. За межею бідності перебувало 3,1 % осіб, у тому числі 5,0 % дітей у віці до 18 років та 4,9 % осіб у віці 65 років та старших.
Цивільне працевлаштоване населення становило 151 осіб. Основні галузі зайнятості: виробництво — 27,8 %, освіта, охорона здоров'я та соціальна допомога — 25,2 %, роздрібна торгівля — 13,2 %, мистецтво, розваги та відпочинок — 6,6 %.